# Славянка (Кировский район)
Славя́нка (фин. Sawinkoi) — деревня во Мгинском городском поселении Кировского района Ленинградской области.

## История
Упоминается на карте Санкт-Петербургской губернии Я. Ф. Шмидта 1770 года как деревня Словянка.
На карте Санкт-Петербургской губернии Ф. Ф. Шуберта 1834 года она обозначена как деревня Славянка.

СЛАВЯНКА — деревня принадлежит статскому советнику Барщову, число жителей по ревизии: 19 м. п., 14 ж. п. (1838 год)

В пояснительном тексте к этнографической карте Санкт-Петербургской губернии П. И. Кёппена 1849 года она записана как деревня Sawinkoi (Славянка, Савинкой) и указано количество населяющих её савакотов на 1848 год: 6 м. п., 5 ж. п., всего 11 человек, остальные русские. Деревня относилась к лютеранскому приходу Марккова.
Как деревня Славянка она отмечена на карте профессора С. С. Куторги 1852 года.

СЛАВЯНКА — деревня господина Барщева, по почтовому тракту и просёлочной дороге, число дворов — 6, число душ — 16 м. п. (1856 год)

Число жителей деревни по X-ой ревизии 1857 года: 15 м. п., 18 ж. п..

СЛАВЯНКА — деревня владельческая при колодцах, число дворов — 7, число жителей: 15 м. п., 17 ж. п. (1862 год)

Согласно подворной переписи 1882 года в деревне проживали 8 семей, число жителей: 19 м. п., 27 ж. п.; разряд крестьян — собственники земли.
В конце XIX — начале XX века деревня административно относилась к Поречской волости 1-го стана Царскосельского уезда Санкт-Петербургской губернии.
С 1917 по 1921 год деревня Славянка входила в состав Мишкинского сельсовета Поречской волости Шлиссельбургского уезда.
С 1921 года в составе Поречского сельсовета. Согласно военно-топографической карте Петроградской и Новгородской губерний издания 1921 года деревня Славянка находилась на ручье Славянском, впадающем в реку Чёрную.
С 1923 года в составе Путиловской волости.
С 1924 года в составе Вороновского сельсовета Ленинградского уезда.
Согласно данным переписи населения СССР 1926 года в деревне Славянка проживал 91 человек — все русские.
С февраля 1927 года в составе Мгинской волости. С августа 1927 года в составе Мгинского района.
С 1928 года вновь в составе Поречского сельсовета. В 1928 году население деревни Славянка составляло 100 человек.
По данным 1933 года деревня называлась Словянка и входила в состав Пореченского сельсовета Мгинского района.

План деревни Славянка. 1941 год

Согласно топографической карте РККА 1941 года деревня насчитывала 23 двора.
Деревня освобождена от немецко-фашистских оккупантов 21 января 1944 года.
С 1945 года в составе Мгинского сельсовета.
В 1958 году население деревни Славянка составляло 55 человек.
С 1959 года в составе Мгинского поссовета.
С 1960 года в составе Тосненского района.
С 1960 года Мгинский поссовет подчинён Тосненскому горсовету.
С 1965 года Мгинский поссовет подчинён Кировскому горсовету.
По данным 1966 и 1973 годов деревня Славянка входила в состав Мгинского поссовета Тосненского района.
По данным 1990 года деревня Славянка входила в состав Мгинского поссовета Кировского района.
В 1997 году в деревне Славянка Мгинского поссовета проживали 6 человек, в 2002 году — 91 человек (русские — 89 %).
В 2007 году в деревне Славянка Мгинского ГП — также 6.

## География
Деревня расположена в западной части района на автодороге 41К-544 (13 км автодороги Магистральная — пл. Апраксин), к востоку от центра поселения посёлка Мга.
Расстояние до административного центра поселения — 12 км.
К северу от деревни проходит железнодорожная линия Мга — Волховстрой I. Ближайший остановочный пункт — платформа Апраксин.
Деревня находится на левом берегу реки Чёрная, притока реки Назия.

## Демография
| 1862 | 2007 | 2010 | 2017 |
| ---- | ---- | ---- | ---- |
| 32   | ↘6   | ↗21  | ↘19  |

## Улицы
Луговая, Новая, Речная, Славянский Вал.